# Bolbella punctigera
Bolbella punctigera är en bönsyrseart som beskrevs av Stal 1871. Bolbella punctigera ingår i släktet Bolbella och familjen Mantidae. Inga underarter finns listade i Catalogue of Life.